# 마이너스 옵션 제도
마이너스 옵션 제도(minus option 制度)란 아파트 분양에 있어서, 벽지, 바닥재 등 마감재 품목의 설치여부를 입주자가 선택할 수 있도록 하는 대한민국의 제도이다.
주택 업체는 아파트 분양 때 풀 옵션(기본형 옵션)이나 마이너스 옵션 중 하나를 소비자에게 제시하여야 한다. 소비자가 청약 단계에서 마이너스 옵션을 선택하면, 마감재 등을 개인 취향에 맞게 선택해서 개인 업체에 의뢰해 마감 공사를 해야 한다.

## 제도의 목적
소비자의 선택권을 보장하고 입주한 이후 내부 마감재를 재시공함에 따른 낭비를 방지하기 위해 도입한 제도이다.

## 기본선택 품목
기본선택 품목(minus option)은 국토해양부장관(구 건설교통부장관)이 고시한다.

### 기본선택에 포함
- 문 : 문틀 및 문짝
- 바닥 : 바닥재, 걸레받이 등
- 벽 : 벽지
- 천장 : 천정지, 반자돌림 등
- 욕실 : 위생기구(양변기, 세면기, 욕조, 샤워기 등), 천장, 타일, 욕실인테리어
- 주방 : 주방가구 및 기구(가스쿡탑 포함), 벽타일, 주방TV
- 조명기구 : 부착형 조명등기구(매입등기구 제외)

### 기본선택 품목에서 제외
- 소방관련시설
- 단열, 방수, 미장, 창호공사 등 기초마감과 관련된 품목
- 전기, 설비공사 등에 필요한 전선, 통신선 및 배관
- 그 밖에 건물의 구조상 영향을 줄 수 있는 품목

## 같이 보기
- 국토해양부